# Список руководителей СФРЮ
Ниже представлен список высших государственных чиновников СФРЮ